# Larbaâ, Blida
Larbaa là một đô thị thuộc tỉnh Blida, Algérie. Dân số thời điểm năm 2002 là 60.482 người.